# Hussa de Bernicia
Hussa fue rey del reino anglosajón de Bernicia desde 585 hasta 592.
No es del todo seguro quién fue Hussa, quizá fuera un hijo de Ida, el fundador del reino de Bernicia, o tal vez fuera un líder rival, que tomó el poder después de que Frituwaldo murió. Muy poco se sabe de la vida o reino de Hussa. En algún punto de su reino la coalición de fuerzas de Rheged y los reinos Britanos de Strathclyde, Bernicia y Elmet atacaron a Hussa y casi logran a los reyes anglos de Britania. Se cree que la alianza fracasó por disputas entre las diferentes tribus británicas que terminaron con el asesinato de Urien Rheged, el rey de Rheged, alrededor del año 590.
De todas maneras, según la Crónica Anglosajona tras la muerte de Hussa, hubo un conflicto entre la familia de Hussa y la de Eteelfrido, el sucesor de Hussa, ya que dice que Hering el hijo de Hussa, condujo al ejército de Áedán mac Gabráin en contra de Etelfrido en la Batalla de Degsastan en 603.
Los años que Hussa reinó son debatidos, ya que las pocas fuentes de información que existen varían mucho en detalles del orden y tiempo de los reyes entre la muerte de Ida y el comienzo del reino de Etelfrido en 592/593.
| Predecesor: Frituwaldo | Rey de Bernicia 585 - 592 | Sucesor: Etelfrido |

- Datos: Q743085